# Концевов, Анатолий Иванович
Анатолий Иванович Концевов (18 февраля 1932, Калуга — 28 мая 1994, Калуга) — советский футболист, защитник и тренер, чемпион РСФСР 1966 года, Мастер спорта СССР.

## Карьера
Родился 18 февраля 1932 года в Калуге. Начинал карьеру в калужской команде «Спутник», позже переименованной в «Локомотив». Учился в Калужском учительском институте. В 1956 году уехал в Свердловск, некоторое время был игроком ЦДСА (Москва).
По окончании карьеры игрока работал тренером. Одним из самых известных его воспитанников является игрок сборной СССР Андрей Калайчев.
Ушёл из жизни 28 мая 1996 года в Калуге после тяжёлой и продолжительной болезни.
В 2019 году стало известно, что власти Калуги намерены присвоить имя Анатолия Ивановича Концевова одной из улиц Калуги. 